# Agrilus filius
Agrilus filius es una especie de insecto del género Agrilus, familia Buprestidae, orden Coleoptera.
Fue descrita científicamente por Bílý, Curletti & Van Harten, 2003.